# Hrabstwo Douglas (Waszyngton)
Hrabstwo Douglas (ang. Douglas County) – hrabstwo w stanie Waszyngton w Stanach Zjednoczonych. Hrabstwo zajmuje powierzchnię całkowitą 1848,69 mil² (4788,08 km²). Według szacunków United States Census Bureau w roku 2009 miało 37 565 mieszkańców. Jego siedzibą jest Waterville.
Hrabstwo Douglas wydzielono z terytorium hrabstwa Lincoln 28 listopada 1883 r. Jego nazwa pochodzi od nazwiska amerykańskiego męża stanu Stephena A. Douglasa.

## Miasta
- Bridgeport
- Coulee Dam
- East Wenatchee
- Mansfield
- Rock Island
- Waterville